# 新斯科爾察魯鄉
45°19′N 27°36′E / 45.317°N 27.600°E
新斯科爾察魯鄉（羅馬尼亞語：Comuna Scorțaru Nou, Brăila），是羅馬尼亞的鄉份，位於該國東南部，由布勒伊拉縣負責管轄，面積91平方公里，海拔高度14米，2007年人口1,369，人口密度每平方公里15人。